# 漯河职业技术学院
漯河职业技术学院是一所位于河南漯河市的普通公办高等专科职业院校，分本科与专科两个层次专业，其中本科有：会计学、法学、金融、工商行政管理、计算机应用等；专科有：法律、会计电算化、小教师资、人口管理、工商行政管理、高级护理、金融、汉语言文学、计算机应用等。该校于2016年5月起与河南工业大学联合办学河南工业大学漯河工学院，这是漯河市首个本科办学。于2017年4月，起办许慎文化学院（许慎书院），培养汉字文化方面专业人才。

## 教学科研机构
- 教务处
- 科研处
- 现代教育技术中心
- 图书馆
- 学报编辑部
- 成教部
- 基础部
- 机电工程系
- 信息工程学院
- 建筑工程学院
- 许慎文化学院
- 电气电子工程系
- 音乐舞蹈系
- 艺术学院艺术设计系
- 双汇学院
- 工商管理系
- 食品学院
- 服装系
- 旅游与航空学院
- 实验实训中心
- 五年制教学部
- 艺术幼儿园 [2]